# Hidryta fusiventris
Hidryta fusiventris är en stekelart som först beskrevs av Thomson 1873.  Hidryta fusiventris ingår i släktet Hidryta och familjen brokparasitsteklar. Inga underarter finns listade i Catalogue of Life.